# Struthanthus haenkei
Struthanthus haenkei là một loài thực vật có hoa trong họ Loranthaceae. Loài này được (C. Presl) Engl. miêu tả khoa học đầu tiên năm 1897.